# آرمین
آرمین یک نام کوچک برای مردان و نیز نام خانوادگی‌ست. افراد شاخص با این نام از این قرار است:

## نام کوچک
- آرمین (شاهنامه)، نام یکی از شخصیت‌های شاهنامه فردوسی
- آرمینیوس، یا آرمین سرکرده شروسک‌ها و از قهرمانان ملی آلمان
- آرمین وگنر، پزشک نویسنده و فعال حقوق بشر آلمانی
- آرمین ماهبانوزاده، ورزش‌کار اسکیت روی یخ ایرانی-آمریکایی
- آرمین ون بورن، تهیه‌کننده و دی جی هلندی در سبک ترنس
- آرمین زارعی، خوانندهٔ ایرانی
- آرمین تشکری، والیبالیست ایرانی
- آرمین سهرابیان، بازیکن فوتبال ایرانی
- آرمین جردن، رهبر ارکستر سوئیسی
- آرمین رومشتت، بازیکن فوتبال و هافبک اهل آلمان شرقی
- آرمین فه، بازیکن سابق و سرمربی اهل آلمان
- آرمین مولر-اشتال، هنرپیشه و صداپیشه اهل آلمان
- آرمین نوابی، فعال سکولاریست ایرانی
- آرمین هری، ورزشکار اهل آلمان
- آرمین وایس، دانشمند شیمی معدنی اهل آلمان
- آرمین ولف، روزنامه‌نگار و مجری تلویزیون اهل اتریش

## نام خانوادگی
- محسن آرمین، سیاست‌مدار ایرانی